# シュレースヴィヒ＝ホルシュタイン州

シュレースヴィヒ＝ホルシュタイン州
Land Schleswig-Holstein

| シュレースヴィヒ＝ホルシュタイン州の旗 | シュレースヴィヒ＝ホルシュタイン州の紋章 |
| -------------------------------------- | ---------------------------------------- |
| 州旗                                   | 州の紋章                                 |
| 州歌                                   | なし                                     |

| 州都                            | キール                                             |
| 面積                            | 15,799 km² （第12位）                              |
| 人口 - 総計 - 人口密度          | （2012/04/30） 2,838,235 人 （第9位） 179.6 人/km² |
| ISO 3166-2:DE                   | DE-SH                                              |
| 公式サイト                      | シュレースヴィヒ＝ホルシュタイン州政府             |
| 政 治                           |                                                    |
| 州首相                          | ダニエル・ギュンター (CDU)                         |
| 与党                            | CDU・緑の党・FDP連立                               |
| 前回選挙                        | 2017年5月7日                                       |
| 次回選挙                        | 2022年5月8日                                       |
| 連邦参議院（上院） での投票権数 | 4                                                  |
| 地 方                           |                                                    |
| 市町村数 * 独立市               | 1125 4                                             |

シュレースヴィヒ＝ホルシュタイン州（シュレースヴィヒ＝ホルシュタインしゅう、ドイツ語: Land Schleswig-Holstein）は、ドイツに16ある連邦州のひとつで、最北端に位置する。州都はキールである。

## 州名
州の4つの公用語での表記（ドイツ語のみ発音も）は、以下の通りである（言語の詳細は、後掲）。
- ドイツ語: Schleswig-Holstein - /ˈʃleːsvɪçˈhɔlʃtaɪn/  音声ファイル[ヘルプ/ファイル]
- 低ザクセン語: Sleswig-Holsteen
- 北フリジア語: Slaswik-Holstiinj
- デンマーク語: Slesvig-Holsten

州の北半分が「南シュレースヴィヒ地方」、南半分が「ホルシュタイン地方」と呼ばれてきた地域で、州名は両地方名の合成地名である。また、今日デンマークの南デンマーク地域に含まれ、かつてスナユラン県となっていた「北シュレースヴィヒ地方」もあわせて「シュレースヴィヒ＝ホルシュタイン地方」と呼ばれる。
牛の品種であるホルスタインフリーシアンも、この州名に由来する。

## 地理

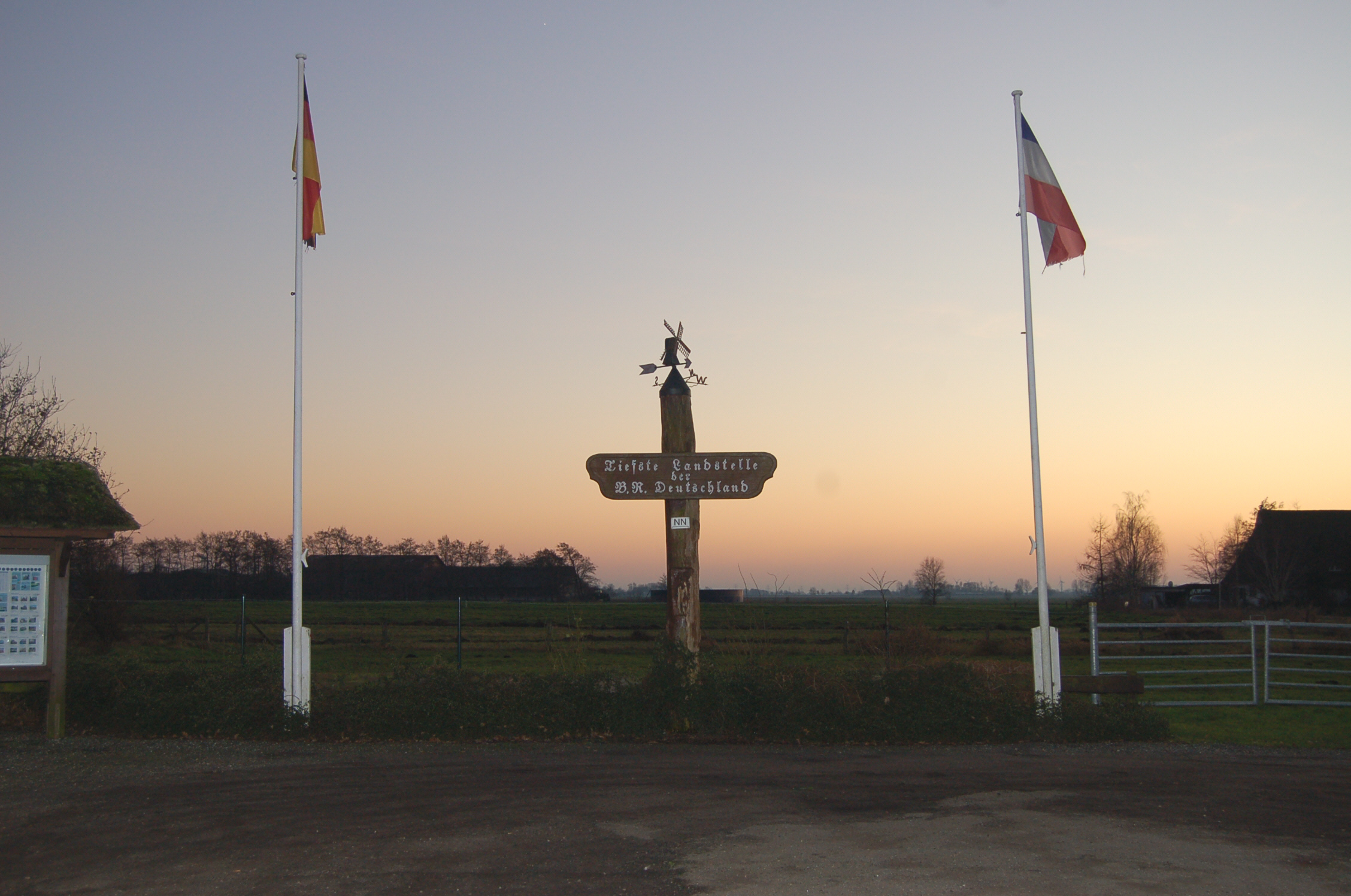
ドイツ最低地点

シュレースヴィヒ＝ホルシュタイン州はユトランド半島の付け根にあり、バルト海と北海に挟まれている。シュレースヴィヒ＝ホルシュタイン州は北部はデンマークと接し、東はバルト海及びメクレンブルク＝フォアポンメルン州、南はニーダーザクセン州およびハンブルク、西は北海に面している。
田園地帯はほぼ平らで山が全くない。最も標高が高いブンクスベルク山 でも168m しかなく、州内のノイエンドルフ・ザクセンバンデという基礎自治体には、ドイツで最も標高が低い地点（-3.539m）がある。州内には多数の湖があり、特にホルシュタイン東部の ホルシュタイン・スイス (Holsteinische Schweiz) と呼ばれる地方には多くの湖が見られる。この地方の作家テオドール・シュトルムの『みずうみ』にもその描写がある。バルト海に面した北東部のアンゲルン半島はイングランドに入ったゲルマン民族のアングル人ゆかりの地である。北部にある島の一群は北フリージア諸島と呼ばれる島々である（ジルト島等）。これらは西岸に位置しており、さらに遠くにヘルゴラント島とよばれる小島がある。東岸にはフェーマルン島ひとつだけで他に島はない。州で最も長い川はエルベ川に沿って流れるアイダー川である。

## 歴史

### アングル人
409年にローマ帝国のホノリウスがブリタンニアを放棄した後（End of Roman rule in Britain）、5世紀にアンゲルン半島にいたアングル人がジュート人・サクソン人とともに（アングロ・サクソン人）、ブリテン島に上陸し（ゲルマン民族の大移動）、先住のブリトン人を制圧したため、グレートブリテン島南西部ドゥムノニアからフランスのブルターニュ地方に移住しブルトン人となった（4世紀 - 6世紀）。七王国（500年 - 800年）のうち、ノーサンブリア王国（バーニシア王国、デイアラ王国）とマーシア王国はアングル人の国である。

### デーン人
この地域には5世紀以降デーン人が進出し、デンマーク人住居地となった。

### 神聖ローマ帝国
カール大帝率いるフランク王国とザクセン人との間でザクセン戦争（772年 - 804年）やen:Abodritenとザクセン人とのen:Battle of Bornhöved (798)が行なわれた後、神聖ローマ帝国領となった。中世初期にはシュレースヴィヒ公国（1058年 - 1866年）とホルシュタイン公国（1474年 - 1866年）が形成された。州の北部は、かつてシュレースヴィヒ＝ホルシュタイン公国（en）のシュレースヴィヒ＝ホルシュタイン南部にあたる南シュレースヴィヒと呼ばれる地域であった。1227年、ホルシュタインとデンマーク王国とのen:Battle of Bornhöved (1227)。

### デンマーク
長い歴史のなかで、両公国は神聖ローマ帝国に属した時期もあれば、デンマーク王国に属した時期もある。15世紀にデンマーク王クリスチャン1世がシュレースヴィヒ公、ホルシュタイン公を兼ねたため、デンマークに帰属。1520年のストックホルムの血浴をきっかけに、1523年にはカルマル同盟からヴァーサ王朝が離脱して、スウェーデンが成立し、デンマーク＝ノルウェー二重王国（1524年 - 1814年）となった（伯爵戦争）。1544年にはデンマーク王家の分家であるホルシュタイン＝ゴットルプ家がホルシュタイン公（神聖ローマ帝国領）を世襲するようになった。
1624年、フランスのリシュリュー枢機卿がデンマークに「対ハプスブルク同盟」結成を呼びかけ、1625年5月にクリスチャン4世は三十年戦争のデンマーク・ニーダーザクセン戦争（da）を開始。北ドイツへ侵攻したものの、ボヘミアのヴァレンシュタインに撃退された。
1720年にスウェーデンとデンマーク＝ノルウェーがフレデリクスボー条約を締結した結果、カール・フリードリヒは、シュレースヴィヒ＝ホルシュタイン公国領の北部地域に相当するシュレースヴィヒを失い、デンマーク王家がホルシュタイン公を兼ねるようになった。
1807年にデンマークはナポレオン戦争に参戦したが、1813年にスウェーデンがユトランド半島へ侵攻したため、1814年のキール条約でデンマーク＝ノルウェー二重王国は解消され、ノルウェーはスウェーデンへ割譲され（スウェーデン＝ノルウェー、1814年 - 1905年）、プロイセン王国が代償としてスウェーデン領ポンメルン（旧ポメラニア公国）を領有した（ポンメルン州）。近世以降ドイツ人がシュレースヴィヒ・ホルシュタイン両公国内へ移住し、次第にドイツ語が支配的な言語となっていったが、シュレースヴィヒはなおデンマーク人が多数を占め、1842年11月11日の地方議会での一議員による“彼はデンマーク語を語り続けた”事件は今なお語りぐさである。

### シュレースヴィヒ＝ホルシュタイン戦争
ナポレオン戦争後、ドイツの国民意識が高揚して（プロイセン王国主導の）ドイツ統一の機運が高まり、1848年にはシュレースヴィヒ公国やホルシュタイン公国に住むドイツ人が反デンマーク蜂起を行ったが、失敗に終わった。このためプロイセン王国が介入して第一次シュレースヴィヒ＝ホルシュタイン戦争（Schleswig-Holsteinischer Krieg、1848年～1852年）が勃発した。デンマーク側はシュレースヴィヒ中北部のデンマーク系住民の後押しのもと、ヘルスタート（統一国家）政策と立憲君主制を定めた「六月憲法」を制定して対抗した。これはデンマーク人独自の国民国家へのナショナリズムの現われであった。この戦争は、スウェーデンが義勇軍を送り、ロシア、イギリスの圧力によりロンドン議定書が締結されて現状維持が認められ、デンマークの勝利となった。しかしデンマーク側で決議された六月憲法は、公国には採用されず、反乱者の断罪すら行なわれなかった。その後、ビスマルクがオーストリアと連携して第二次シュレースヴィヒ＝ホルシュタイン戦争（Deutsch-Dänischer Krieg、1864年）を起こした。そしてビスマルク外交により列強は中立を保ち沈黙した。最早、士気のみで戦うしかないデンマーク軍は圧倒され、屈服した。両公国はプロイセン・オーストリアの共同管理とされた。それはデンマークの国土の40%にも及ぶものだった。その後、デンマークのスナユラン県 (Sønderjylland) と呼ばれていたが、1866年にデンマークからドイツへと割譲された。
1866年の普墺戦争でオーストリアが敗北したことにより、両公国はプロイセンの単独管理に移され、ドイツ統一によってプロイセンのシュレースヴィヒ＝ホルシュタイン州としてドイツ帝国領となった。この時代には北海とバルト海を結ぶキール運河が全通している（1895年）。

### 第一次世界大戦後
第一次世界大戦でドイツが敗北した後、民族自決がパリ講和会議の方針となったこともあり、1920年のシュレースヴィヒの住民投票によりシュレースヴィヒは再度分割され、デンマーク人の多い北シュレースヴィヒはデンマーク領に復帰し、中部及び南シュレースヴィヒはドイツ領に残留し、現在の国境線が画定した。
第二次世界大戦後、イギリス占領地区になり、南シュレースヴィヒ返還（ドイツ側から見れば当地の割譲）の話が連合国側から打診されている。デンマーク側はドイツとの国際関係上断わっているが、南部のフレンスブルクなどにも民族デンマーク人は多く、デンマーク人社会を形成している。1946年8月23日にシュレースヴィヒ＝ホルシュタイン州は、プロイセンの州（プロヴィンツ）の地位から、バイエルン州などと同格の州（ラント）に再編された。そして、1949年5月23日、ドイツ連邦共和国（西ドイツ）が成立し、その1州となった。

## 政治

### 州議会

州議会の政党別議席数（2022年現在）

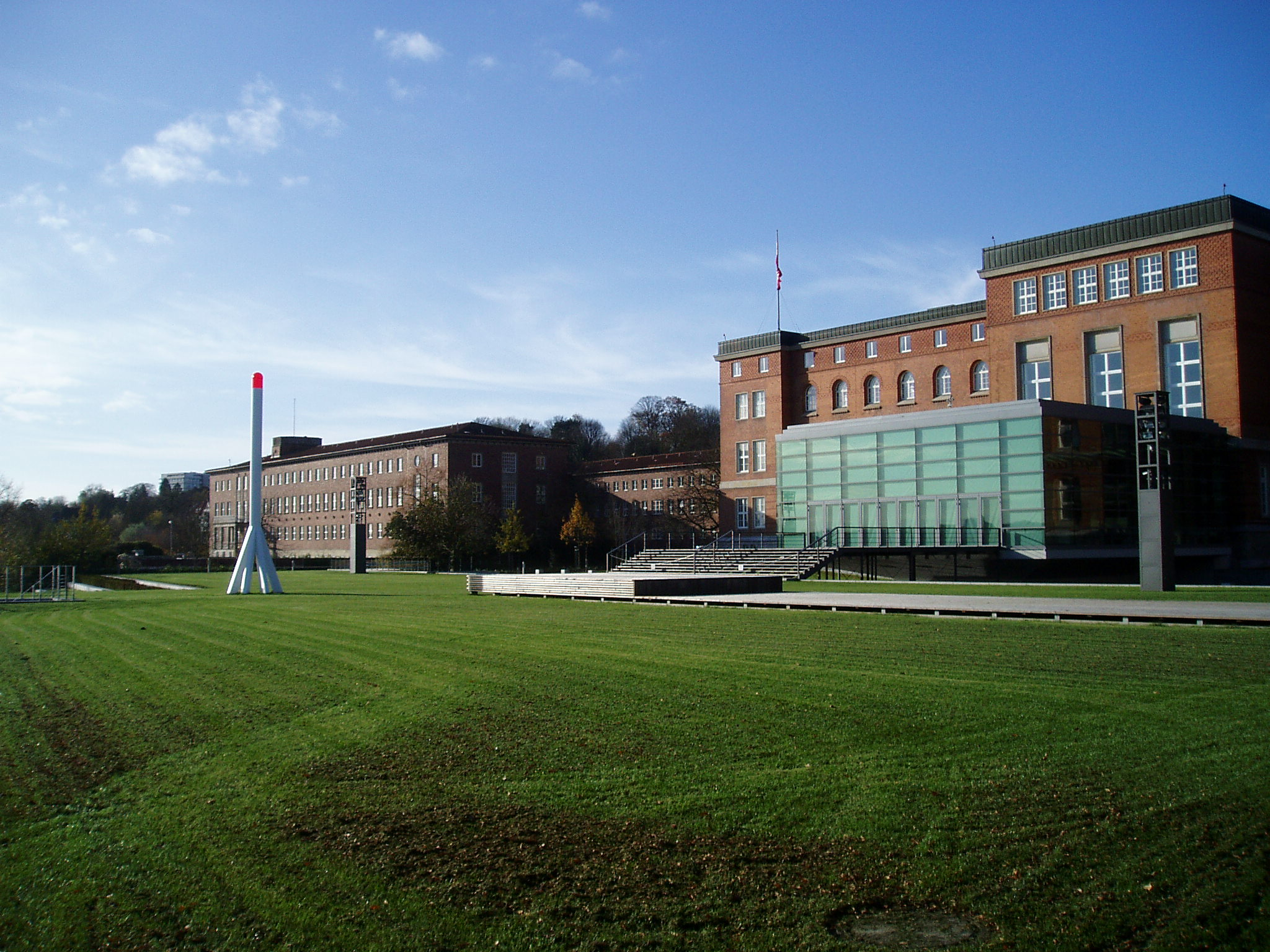
キール市にある州議会議事堂

州議会 (Landtag) の定数は73で、2022年5月8日に行われた前回選挙での政党別議席配分は以下の通りである。
- ドイツキリスト教民主同盟 (CDU) 34
- 同盟90/緑の党 (B90/G) 14
- ドイツ社会民主党 (SPD) 12
- 自由民主党 (FDP) 5
- 南シュレースヴィヒ選挙人同盟 (SSW) 4
- ドイツのための選択肢 (AfD) 0

AfDは5%の阻止条項に抵触し、議席は獲得できなかった。

### 歴代州首相
1. 1946年-1947年: テーオドール・シュテルツァー (Theodor Steltzer)
2. 1947年-1949年: ヘルマン・リューデマン (Hermann Lüdemann) SPD
3. 1949年-1950年: ブルーノ・ディークマン (Bruno Diekmann) SPD
4. 1950年-1951年: ヴァルター・バルトラム (Walter Bartram) CDU
5. 1951年-1954年: フリードリヒ＝ヴィルヘルム・リュプケ (Friedrich-Wilhelm Lübke) CDU
6. 1954年-1963年: カイ＝ウヴェ・フォン・ハッセル (Kai-Uwe von Hassel) CDU
7. 1963年-1971年: ヘルムート・レムケ (Helmut Lemke) CDU
8. 1971年-1982年: ゲルハルト・シュトルテンベルク (Gerhard Stoltenberg) CDU
9. 1982年-1987年: ウーヴェ・バルシェル (Uwe Barschel) CDU
10. 1987年-1988年（代行）: ヘニンク・シュヴァルツ (Henning Schwarz) CDU
11. 1988年-1993年: ビョルン・エングホルム (Björn Engholm) SPD
12. 1993年-2005年: ハイデ・ジモーニス (Heide Simonis) SPD
13. 2005年-2012年: ペーター・ハリー・カルステンゼン (Peter Harry Carstensen) CDU
14. 2012年-2017年: トルステン・アルビッヒ（Torsten Albig）SPD
15. 2017年より: ダニエル・ギュンター (Daniel Günther) CDU

## 地方行政
州の下級行政単位は、11の郡 (Landkreis) と、郡には属さない4つの独立市 (kreisfreie Stadt) から成る。各郡の下には、小規模の基礎自治体（ゲマインデ）の集合体であるアムト (Amt) と、アムトには属さない市町村 (Amtsfreie Gemeinde/Stadt) 、そして基礎自治体未設置地区が含まれる。アムトに属さない市町村は97、アムトは116、アムトに属する自治体は1024あり、市も含めた広義の「ゲマインデ」の総数は1125である。また、基礎自治体未設置地区は2ある。

### 郡
郡と郡庁所在地。郡名のみドイツ語綴りを付記した。
1. ディトマルシェン郡 (Kreis Dithmarschen) - ハイデ
2. ヘルツォークトゥーム・ラウエンブルク郡 (Kreis Herzogtum Lauenburg) - ラーツェブルク
3. ノルトフリースラント郡 (Kreis Nordfriesland) - フーズム
4. オストホルシュタイン郡 (Kreis Ostholstein) - オイティン
5. ピンネベルク郡 (Kreis Pinneberg) - ピンネベルク
6. プレーン郡 (Kreis Plön) - プレーン
7. レンツブルク＝エッケルンフェルデ郡 (Kreis Rendsburg-Eckernförde) - レンツブルク
8. シュレースヴィヒ＝フレンスブルク郡 (Kreis Schleswig-Flensburg) - シュレースヴィヒ
9. ゼーゲベルク郡 (Kreis Segeberg) - バート・ゼーゲベルク
10. シュタインブルク郡 (Kreis Steinburg) - イツェホー
11. シュトルマルン郡 (Kreis Stormarn) - バート・オルデスロー

### 独立市
- FL: フレンスブルク (Flensburg)
- KI: キール (Kiel)
- HL: リューベック (Lübeck)
- NMS: ノイミュンスター (Neumünster)

## シンボル

州の紋章
州旗
州政府旗

紋章の左半分は、シュレースヴィヒ公国のシンボルであった2頭の獅子、右半分はホルシュタイン公国のシンボルであったイラクサの葉で、両地方の統合を象徴する。
州旗は、青・白・赤のストライプで、州の紋章に使われている色と同じである。この旗のデザインは、1992年以降のユーゴスラビア、および、それを継承したセルビア・モンテネグロの国旗と同一であった。また、オランダの国旗と上下逆になっており、1843年にシュレースヴィヒ＝ホルシュタインの旗のデザインを考案する際に参照したと解説するものもある。州政府庁舎などで掲揚される政府旗には、中央に紋章が入る。

## 言語
公用語としてドイツ語（高地ドイツ語）、低地ザクセン語、デンマーク語、フリジア語が使用されている。低地ザクセン語は古くからの地域言語であり、現在も州内のほとんどの地域で使用されている。デンマーク語は少数のデンマーク人が話す。フリジア語は北フリージア諸島及び北海沿岸で使用されている。Halunder（Hallun） と呼ばれる北フリジア語の方言が一部のヘルゴラント島で使用されている。高地ドイツ語は16世紀から公用目的でこの地域に導入されたが、1864年にプロイセン王国の制圧を受けてからこの地域で最も話される言語となった。

## 出身著名人
- カール・マリア・フォン・ウェーバー - 作曲家、指揮者、ピアニスト
- テオドール・シュトルム - 作家、法律家
- ワルデマール・ボンゼルス - 作家、児童文学作家
- ジル・サンダー - ファッション・デザイナー

## 名所・旧跡

### 世界遺産
- ハンザ同盟都市リューベック - 1987年登録
- ヘーゼビューとダーネヴィアケの考古学的境界線群 - 2018年登録

### その他
- キール大学 Christian-Albrechts-Universität zu Kiel
- リスト（ドイツ最北端の地）
- ブロクドルフ原子力発電所 - 2021年に廃止された原子力発電所[3]
- レンツブルク鉄道橋

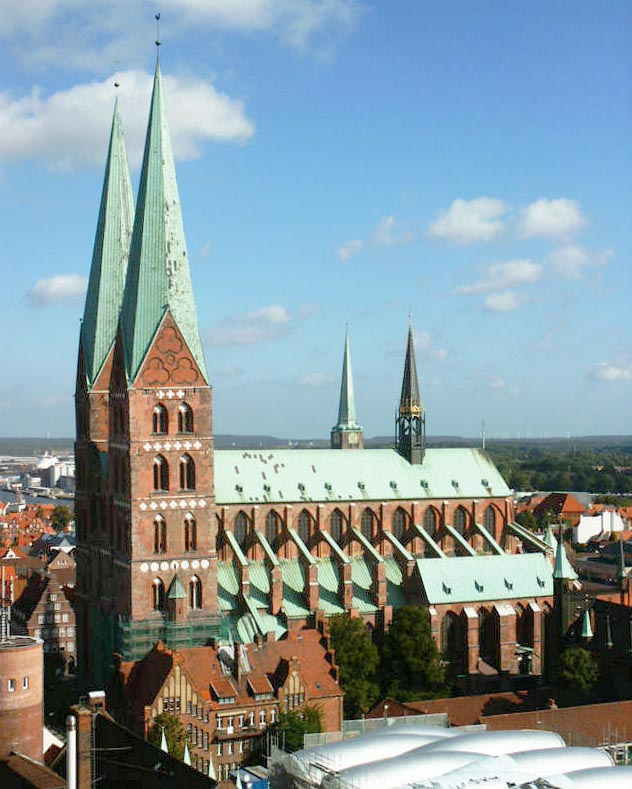
聖母マリア教会（英語版）
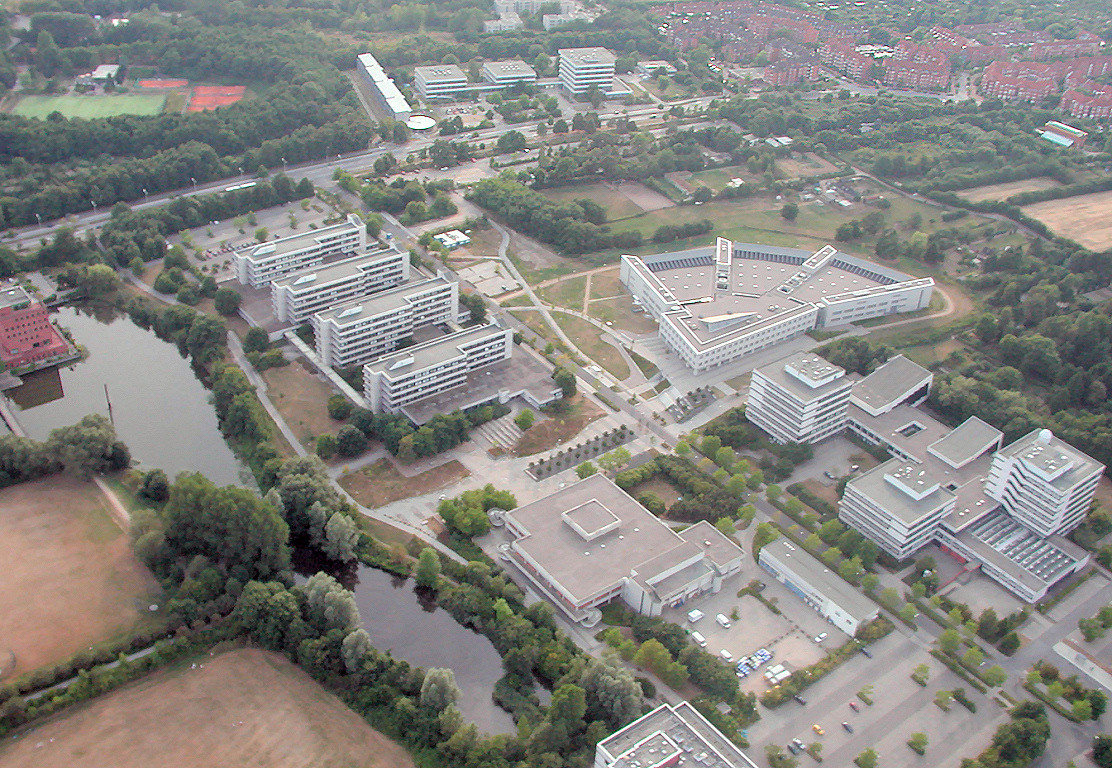
キール大学